# Serjania inscripta
Serjania inscripta är en kinesträdsväxtart som beskrevs av Ludwig Radlkofer. Serjania inscripta ingår i släktet Serjania och familjen kinesträdsväxter. Inga underarter finns listade i Catalogue of Life.